# كريستيان زاليفسكي
كريستيان زاليفسكي (بالبولندية: Krystian Zalewski) مواليد 11 أبريل 1989 في بولندا، هو عداء بولندي متخصص في 3000 متر موانع.

## سجل المنافسة
| العام       | المسابقة                                  | المكان           | المركز      | حدث          | ملاحظة      |
| يمثل بولندا | يمثل بولندا                               | يمثل بولندا      | يمثل بولندا | يمثل بولندا  | يمثل بولندا |
| ----------- | ----------------------------------------- | ---------------- | ----------- | ------------ | ----------- |
| 2007        | بطولة أوروبا لألعاب القوى للناشئين 2007   | هينجيلو          | 8           | 3000 م موانع | 9:01.74     |
| 2008        | بطولة العالم للناشئين لألعاب القوى 2008   | بيدغوشتش         | 7           | 3000 م موانع | 8:45.64     |
| 2009        | بطولة أوروبا لألعاب القوى تحت 23 سنة 2009 | كاوناس           | 3           | 3000 م موانع | 8:42.06     |
| 2011        | بطولة أوروبا لألعاب القوى تحت 23 سنة 2011 | أوسترافا، التشيك | 7           | 3000 م موانع | 8:45.33     |
| 2012        | بطولة أوروبا لألعاب القوى 2012            | هلسنكي           | 7           | 3000 م موانع | 8:39.35     |
| 2013        | بطولة العالم لألعاب القوى 2013            | موسكو            | –           | 3000 م موانع |             |
| 2014        | بطولة أوروبا لألعاب القوى 2014            | زيورخ            | 2           | 3000 م موانع | 8:27.11     |
| 2015        | بطولة العالم لألعاب القوى 2015            | بكين             | 9           | 3000 م موانع | 8:21.22     |

## روابط خارجية
- كريستيان زاليفسكي على موقع الاتحاد الدولي لألعاب القوى (الإنجليزية)
- كريستيان زاليفسكي على موقع الاتحاد الأوروبي لألعاب القوى (الإنجليزية)
- كريستيان زاليفسكي على موقع الرابطة البولندية لألعاب القوى (البولندية)
- كريستيان زاليفسكي على موقع الدوري الماسي (الإنجليزية)
- كريستيان زاليفسكي على موقع اللجنة الأولمبية الدولية (الإنجليزية)
- كريستيان زاليفسكي على موقع أوليمبيديا (الإنجليزية)
- كريستيان زاليفسكي على موقع اللجنة الأولمبية البولندية (مؤرشف) (البولندية)